# Melasina homopercna
Melasina homopercna är en fjärilsart som beskrevs av Edward Meyrick 1920. Melasina homopercna ingår i släktet Melasina och familjen säckspinnare. Inga underarter finns listade i Catalogue of Life.